# Hélder Pacheco
Hélder Marques Pacheco GOM (Vitória, Porto, 1937) é um investigador, escritor e cronista das culturas  e tradições populares do Porto.
Foi director pedagógico do Centro de Recuperação de Crianças entre 1960 e 1970, professor do ensino secundário até 1980, estando associado ao Ministério da Educação entre 1980 e 1993 onde dirigiu projectos de investigação no âmbito do património cultural, publicados em 9 volumes na série Artes e Tradições, pela Direcção-Geral da Divulgação.
Foi membro da Comissão Nacional de Defesa do Património Cultural e colaborador dos jornais O Primeiro de Janeiro e Público e das revistas O Professor, Vértice e A Razão.
É actualmente professor de História Social e Cultural do Porto, investigador das culturas populares do Porto e escritor e cronista do Jornal de Notícias e da revista Sítios e Memórias.
A 10 de Junho de 2006, foi feito Grande-Oficial da Ordem do Mérito.

## Algumas obras
- Tradições Populares do Porto (Prémio Rodrigues Sampaio), 1985.
- Portugal: O Ambiente dos Homens, 1985.
- Grande Porto. Novos Guias de Portugal, 1986.
- Rostos de Gente: Escritos Sobre Património Cultural e Outras Histórias. Lisboa: Círculo de Leitores, 1987.
- Os Dias Portuenses. Lisboa: Presença, 1989. ISBN 972-23-1089-5
- Os Dias Comuns (fotografia de Emídio Carvalho Rebelo). Lisboa: Caminho, 1990. ISBN 972-21-0530-2
- Nós, Portugueses. Porto: Afrontamento, 1991. ISBN 972-36-0268-7
- Porto, Memória e Esquecimento. Porto: Afrontamento, 1994. ISBN 972-36-0342-X
- Regressar ao Porto. Lisboa: Âncora, 2000. ISBN 972-780-055-6